# Parotidektomia
Parotidektomia - operacja laryngologiczna, polegająca na usunięciu części lub całej ślinianki przyusznej.

## Podział
- parotidektomia częściowa - usunięcie części ślinianki przyusznej; najczęściej dotyczy płata powierzchownego przyusznicy
- parotidektomia całkowita - usunięcie całej ślinianki przyusznej
- parotidektomia radykalna - usunięcie ślinianki przyusznej wraz z resekcją nerwu twarzowego

## Wskazania
- guzy łagodne i złośliwe ślinianki przyusznej
- kamica ślinianki przyusznej

## Etapy zabiegu
- cięcie przeduszno-szyjne
- odnalezienie i identyfikacja pnia i gałęzi nerwu twarzowego
- usunięcie części lub całego gruczołu ślinowego

## Powikłania
Najpoważniejszym powikłaniem parotidektomii może być niedowład lub porażenie nerwu twarzowego. Inne powikłania to: przetoki ślinowe, zespół Łucji Frey, zaburzenia czucia w zakresie nerwu usznego wielkiego.